# Коваленки (озеро)
Коваленки — озеро, розташоване на півдні селища Безлюдівка Харківської області, на схід від озера Нагорівського. Його часто відвідують мешканці Харкова для відпочинку. На самому озері розташований піщаний кар'єр — плаває видобувальний корабель «Земснаряд».
Назва походить від однойменного урочища, що було на його місці.